# Fernandisco
Fernando Martínez Teruel (Badalona, 21 de junio de 1959), más conocido por su apodo Fernandisco, es un presentador de radio y televisión especializado en música además de DJ y cantante.

## Biografía
Fernando Martínez se licenció en Psicología, pero comenzó a trabajar en la radio tras ganar un casting organizado por Radio España para fichar a nuevos locutores. Más tarde se marcharía a radios del Grupo Prisa, comenzando como pinchadiscos musical -donde terminó adoptando su apodo "Fernandisco"- en emisoras locales del grupo como Radio Madrid, hasta que en 1985 dio el salto a Los 40 Principales. Antes de entrar allí, compaginó su trabajo en radio con la subdirección de un programa musical en La 2 llamado "Momentos".
Fernandisco se convirtió en el presentador de "Del 40 al 1" y logró ser uno de los locutores más populares de la época, lo cual le valió presentar posteriormente otros programas como "El Gran Musical" junto con Joaquín Luqui. Además, desde su comienzo en 1990 hasta el año 2004 presentó la versión televisiva de la lista de éxitos musical. Durante ese tiempo también hizo colaboraciones en otras radios extranjeras como DJ
También fue el creador del programa musical "World Dance Music", un programa dedicado a la música de baile donde contó con colaboraciones como Sampleking o David Carvajal y personajes como "El Demonio" o "El Japo" entre otros. El programa tuvo el suficiente éxito para que Fernandisco organizara fiestas-conciertos con los grupos que solía pinchar en el programa, en estadios y plazas de toros ante miles de espectadores.
Tras casi 20 años en el Grupo Prisa, Fernandisco se marchó de la empresa. En septiembre de 2004 fichó por Onda Cero para ser el director de la radiofórmula musical del grupo, Europa FM. Sin embargo, fue cesado al año siguiente. La versión oficial del cese por parte de la cadena fue el descenso de audiencia en el Estudio General de Medios. Sin embargo, otras fuentes aluden a una falta de confianza de sus superiores con respecto a su trabajo.
Poco después ficharía por la cadena de televisión de COPE, Popular TV, para realizar varios programas como "La noche de Fernandisco" y "Club Popular", y colaboró en la puesta en marcha de una nueva emisora de radio, "Piraña FM", con un programa. Presentó el programa "Nunca fuimos ángeles" en las cadenas pertenecientes a Punto TV, red de televisiones locales de Vocento, y estuvo haciendo colaboraciones en Punto Radio.
En 2008, colaboró en Deejay radio (98.6 FM) en un programa matutino llamado "Lo mejor de Fernandisco". Tuvo un papel activo en el programa deportivo de Punto Radio El Mirador.
Fue presentador en Córdoba Internacional Televisión, una televisión para los musulmanes hispanohablantes. También presentó un programa matinal de 7:00 a 10:00 (hora de España) en Qué! Radio desde septiembre de 2015 hasta diciembre de 2018.
Desde diciembre de 2018 empezó a trabajar en el programa de BOM Radio (Radio 4G) llamado "Vaya tardecita by Fernandisco". En 2019 comienza junto a Mar Montoro a presentar el mornig show "Desde que amanece, apetece", y después acompañado por Ilaria Mulinacci.  
El 28 de noviembre de 2024 se anuncia su vuelta a LOS40, en la emisora LOS40 Classic después de haber estado trabajando durante un tiempo en el morning show de Bom Radio.

## Estilo y trabajo
Su estilo a la hora de presentar, en el que empleaba muchas palabras en inglés llegando incluso a entremezclarlas, fue imitado y parodiado por varios humoristas como Florentino Fernández (El Informal) o José Corbacho (Homo Zapping). Colaboró con Carlos Guirao y Joseph Loibant en una versión para televisión del tema Síntesis Digital del grupo musical  Programa.
Sobre su faceta como creador de música, a mediados de los 80 grabó dos sencillos, uno con la versión en español de la canción "Chacun fait qu'il lui plait" de Chagrin d'Amour, traducida como "Todo el mundo hace lo que quiere" y otro titulado "Action, passion, fashion, movin", ambas a ritmo de rap. Además, en su incursión en el mundo de los discos de mezclas dejó varios trabajos como el "Matrícula Mix" o el "Party Time Mix", ambos mezclados junto a Kako DJ. Ya en los 90 su participación de forma activa en el mundo de la música dance se materializó con producciones (entre otras) bajo el pseudónimo de "DJ Satanic", editando varios volúmenes del hit "El Exorcista", donde podemos encontrar "El Exorcista I", "El Exorcista II" i "El Exorcista III (trance infernal)" en la extinta compañía MAX MUSIC. A finales de los 90 fundó en la ya desaparecida VALE MUSIC su propio subsello discográfico: LE CLUB, del cual podemos destacar hits de cosecha propia como "DJ Satanic Forever"

## Premios
- Premio Ondas en 1998 al "Mejor programa especializado" de TV por Del 40 al 1.